# Баба Докія

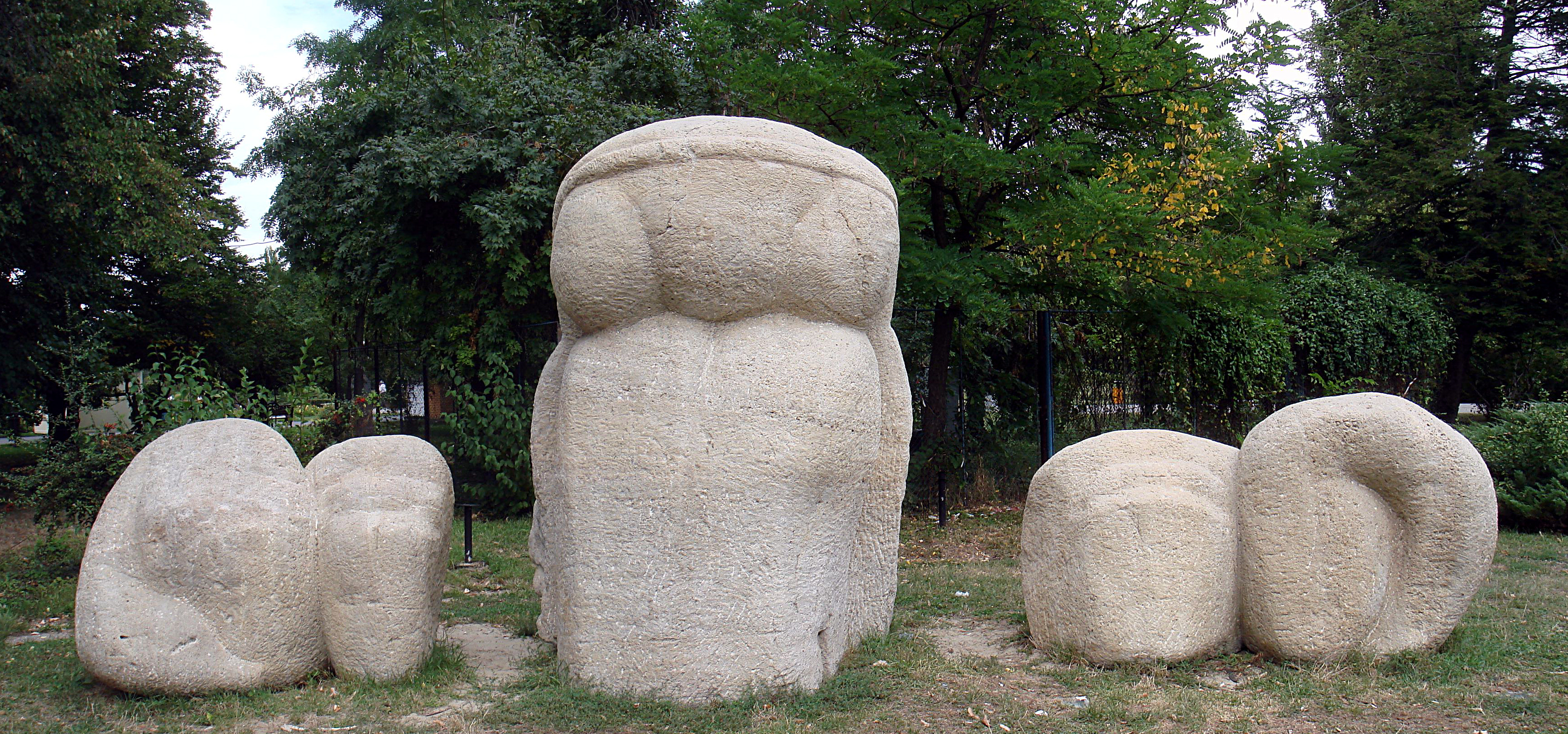
Композиція «Легенда про Докію» у парку Херастрау, Бухарест (Румунія)

Ба́ба До́кія (рум. Баба Докия, рум. Baba Dochia, Baba Odochia, Baba Eudochia, Baba Dochiţa, Baba Odotia; укр. Баба Докія, Баба Явдоха) — згідно з народними віруваннями й фольклором румунів і молдованів стара жінка, з якою пов'язують різке похолодання щороку в березні, коли, здається, весна вже невідворотньою; персонаж міфології східнороманських народів. Її ім'я походить із візантійського календаря, в якому 1 березня справлялося свято Святої мучениці Євдокії.

## Легенда
У давнину жила була стара бабка Докія (в інших версіях легенди баба Євдоха).
Вона пасла овець, пряла шерсть, робила бринзу і цим заробляла життя.
Одного весняного дня повела баба Докія своїх овець у гори, щоб ті покуштували свіжої травиці.
Оскільки вранці було ще холодно, баба натягла на себе дванадцять кожухів з овечих шкур, щоб не замерзнути. А поки вона здіймалася вгору — зігрілася, та й сонечко припікало дедалі дужче.
Баба Докія почала скидати один за одним кожушини й залишати позад себе. Так вона зняла всі кожухи й зійшла на вершечок пагорба.
Але там здійнявся вітер і засніжило — у березні ж погода примхлива.
Баба Докія зібрала всі свої вівці й поквапилась додому. Дорогою вона підбирала одяг і знову вдягала на себе. Але кожухи вже були сильно припорошені снігом, і їх довелося обтрушувати.
Так і обтрусила й зібрала баба Докія всі свої кожухи і повернулася додому.
Тепер коли в березні йде сніг — значить, баба Докія знову витрушує високо в горах сніг із кожухів і він сиплеться на нас. Зате коли Докія витрусить усі 12 рогожок від снігу, настануть по-справжньому теплі й сонячні весняні дні.

## Інші варіанти легенди
Існує декілька варіантів легенди. Один із них називається «Траян і Докія». Згідно з цим варіантом, Докія була дочкою правителя даків Децебала . Коли римський імператор Траян захопив Дакію, Докія зникла на священній горі Чахлеу, щоб не виходити за нього заміж. Вона перевдяглася на пастушку й пасла овець, але змерзла від холоду. Діва Марія за однією версією перетворила її зі стадом на скелі, а за іншою версією Докія стала струмком, а вівці — квітами.
Ще один варіант легенди розповідає, що у Баби Докії був син на ім'я Драгобете, який одружився всупереч її волі. Одного холодного зимового дня Докія дала невістці клубок чорної шерсті, послала на річку і наказала не повертатися, поки та не випере його до білизни. Шерсть, звичайно ж, залишилася чорною, і дівчина сиділа і плакала на березі річки. Зглянувшись на неї, з'явився Ісус Христос, якого вона не впізнала. Він дав їй квітку і сказав, щоб вона занурила її у воду разом із клубком вовни. Дівчина послухалася поради, і вовна стала білою. Вона повернулася додому та розповіла Докії, як усе було. Докія їй не повірила і звинуватила в тому, що людина, яка дала квітку, це її коханець. Після цього Докія вирушила в гори Чахлеу з отарою овець, будучи впевненою, що весна вже настала — інакше «коханець» невістки не зміг би знайти квітку. Вона одягнула дванадцять овечих шкур, але в горах почався дощ, шкури вимокли, і Докія зняла їх одну за одною. Але дощ раптово змінився снігом, Докія замерзла і перетворилася на камінь разом із отарою.
В іншому варіанті легенди наприкінці лютого Докія посилає невістку зібрати ягоди у лісі. До невістки приходить Бог у вигляді старого і дає їй кошик з ягодами. Далі все відбувається як у попередній версії.
Іноді Докію зображують як гордовиту жінку, яка дражнила місяць березень, а той у помсту забрав кілька днів у лютого.